# Joey Graceffa
Joseph Michael Graceffa, conhecido por Joey Graceffa (16 de maio de 1991) é um ator, cantor e youtuber norte-americano. Joey possui dois canais no YouTube: JoeyGraceffa e Joey Graceffa, totalizando mais de 1 bilhão de visualizações. Participou da 22ª e 24ª temporada do programa The Amazing Race e apareceu em curtas-metragens, assim como na televisão e em webséries.

## Biografia
Joey Graceffa nasceu em Marlborough, Massachusetts, filho de Debbie O'Connor e Joe Graceffa. Ele possui dois irmãos: uma irmã chamada Nicole e um meio-irmão chamado Jett. Concluiu o ensino secundário em Marlborough High School, em 2009. Joey ingressou o Fitchburg State College para se formar em filmografia, mas desistiu após um ano.

## Carreira

### 2009-13: sucesso do YouTube, eThe Amazing Race
Aos 17 anos de idade, Graceffa começou a fazer vídeos para o YouTube num canal conhecido como WinterSpringPro, com sua melhor amiga Brittany Joyal. Em 2009, ele passou a postar vídeos no seu canal próprio, chamado JoeyGraceffa. Em 2013, juntou-se à rede StyleHaul. Graceffa posta diariamente vlogs no seu canal. Em abril de 2016, tinha mais de 6 milhões de inscritos e cerca de 700 milhões de visualizações no canal principal do YouTube. No seu segundo canal, que se focaliza em gaming, ele tinha mais de 1,4 milhões de inscritos e cerca de 200 milhões de visualizações, o que forma um total de 900 milhões de visualizações. Ele também tem mais de 2,6 milhões de seguidores no Twitter e mais de 3,4 milhões de seguidores no Instagram.
Em 2013, Graceffa e a sua colega do YouTube, Meghan Camarena, foram participantes no programa The Amazing Race 22. Graceffa disse em uma entrevista que "Houve muitos momentos ruins, mas foi definitivamente bom no geral. Foi uma experiência incrível, e eu adoraria fazer isso de novo." Mais tarde, os dois juntaram-se novamente para competir em The Amazing Race: All-Stars.

### 2014-presente: Filmes eIn Real Life
No final de 2013 e início de 2014, Joey Graceffa estrelou sua própria série de web, intitulada Storytellers. Em 2014, Graceffa estrelou na sua própria curta-metragem, intitulada Eon. No mesmo ano, também estrelou no Ethereal, ao lado de Joey Pollari. Ao longo de 2012 a 2014, Graceffa entou em várias curtas-metragens da BlackBoxTV. Ele também fez parte dos vídeos de Fine Brothers e MyMusic ao longo de 2013 e 2014. Graceffa foi indicado para dois prémios no Teen Choice Awards 2014. Ele recebeu o prêmio de "Melhor Ator Masculino numa Série Dramática da Internet" na edição de 2014 dos Streamy Awards por o seu papel em Storytellers. Graceffa foi aclamado pelo Common Sense Media como um dos "10 YouTubers Que Os Seus Filhos Amam".
Em março de 2015, Graceffa estrelou num episódio de Fight of the Living Dead, criado pela sua colega do Youtube Justine Ezarik.
Em 16 de maio de 2015, Graceffa lançou uma música e um videoclipe, intitulada Don't Wait, que foi amplamente aclamada no Twitter e outras mídias de forma bastante positiva. A música conta uma história de um conto de fadas que engloba goblins, uma bruxa e um príncipe. O vídeo termina com Graceffa, vestido de príncipe, e a beijar o seu co-star. Até dezembro de 2015, tinha recebido mais de 15 milhões de visualizações. Graceffa confirmou, no YouTube, em 18 de maio de 2015, que é gay, e afirmou que a razão por ter esperado tanto tempo para contar online foi porque "havia um monte de hesitação em eu contar que era gay devido a ter crescido numa cidade onde não era aceitável ser gay e era algo desprezado."
Em 19 de maio de 2015, Graceffa lançou um livro de memórias, intitulado In Real Life: My Journey to a Pixelated World, publicado pela Simon & Schuster. No livro, ele discute ser vítima de bullying e de se sentir solitário na escola; o alcoolismo da sua mãe; o autismo do seu irmão; o início de sua carreira no YouTube; e seu caminho para a autoaceitação, entre outros temas. O livro de Joey foi um The New York Times Best Seller em julho de 2015; e a capa foi atualizada para reconhecer essa conquista.
Em 14 de fevereiro de 2016, Graceffa anunciou que ele tinha um relacionamento com Daniel Preda desde julho de 2014, num vídeo intitulado "OUR LOVE STORY!"

## Filmografia

### Filmes
| Ano            | Filme   | Papel                                                               | Notas |
| -------------- | ------- | ------------------------------------------------------------------- | ----- |
| 2014           |         |                                                                     |       |
| Eon            | Drifter | Curta-metragem; também trabalhou como produtor                      |       |
| Ethereal       | Zane    | Curta-metragem; também trabalhou como produtor executivo            |       |
| Haunting Ian   | Ian     | Curta-metragem; também trabalhou como escritor e produtor executivo |       |
| Story Tellers  | Caçador | Tv mini-series, também trabalhou como escritor e produtor executivo |       |
| 2016           |         |                                                                     |       |
| Absolute Peril | Jake    | Fez parte das filmagens                                             |       |

### Televisão
| Ano           | Série               | Papel                | Notas                                                   |
| ------------- | ------------------- | -------------------- | ------------------------------------------------------- |
| 2013– 14      | The Amazing Race    | Ele mesmo            | Temporada 22 (10 episódios), Temporada 24 (3 episódios) |
| 2015          | Huge on the Tube    | Ele mesmo            | Episódio: "Joey Graceffa"                               |
| 2015          | Influencer Journeys | Ele mesmo            |                                                         |
| 2016–presente | Escape the Night    | O Savant / Ele mesmo | Protagonista; Série Original YouTube Red                |
| 2017          | Haters Back Off     | Ele mesmo            | Episódio: "my 1rst bae"                                 |

### Internet
| Ano           | Trabalho                 | Papel                | Notas |
| ------------- | ------------------------ | -------------------- | --- |
| 2012–presente | BlackBoxTV               | Funcionário Do Hotel | Episódio: Silverwood: The Perfect Night |
| 2012–presente | BlackBoxTV               | Adrian White         | Episódio: Zombie |
| 2012–presente | BlackBoxTV               | Not announced        | Episódio: The Babysitter |
| 2012–presente | BlackBoxTV               | Aaron                | Episódio: The Fourth Door |
| 2013– 14      | MyMusic                  | Vampiro Temp         | Papel recorrente; 6 episódios |
| 2013–present  | Storytellers             | Hunter Crowley       | Papel principal 6 episódios Também produtor executivo, roteirista e co-criador Streamy Award Melhore Ator em Drama Nominated—Streamy Award Melhor Drama |
| 2015          | Fight of the Living Dead | Ele próprio          | Episódio: "Pilot" |

## Discografia

### EP'S
- Panem's Best (2012)
- Good Songs (2014)

### Singles
| Ano  | Música                                                                    | Album |        |
| ---- | ------------------------------------------------------------------------- | ----- | ------ |
| 2012 | "We Are Never Ever Getting Back Together" (solo ou dueto com Luke Conard) | —     | [ 28 ] |
| 2013 | "Kiss You" (solo ou dueto com Luke Conard)                                | —     | [ 29 ] |
| 2013 | "Anna Sun"                                                                | —     | [ 30 ] |
| 2013 | "Story of My Life" (com Luke Conard)                                      | —     | [ 31 ] |
| 2014 | "Collar Full"                                                             | —     |        |
| 2014 | "Silver Lining"                                                           | —     | [ 33 ] |
| 2015 | "Don't Wait"                                                              | —     | [ 34 ] |

## Vida pessoal
Em 14 de fevereiro de 2016, Graceffa confirmou que ele está num relacionamento com Daniel Preda. O casal vive junto desde julho de 2014. Ele vive em Los Angeles, Califórnia, juntamente com Preda e seus três cães Husky siberiano: Wolf, Storm e Lark.

## Prémios e indicações
| Ano  | Prémio             | Nomeação                                                  | Resultado |
| ---- | ------------------ | --------------------------------------------------------- | --------- |
| 2014 | Teen Choice Awards | Estrela da Web Masculino                                  | Indicado  |
| 2014 | Teen Choice Awards | Estrela da Web: Jogos                                     | Indicado  |
| 2014 | Streamy Awards     | Melhor Ator em Série Dramática de internet – Storytellers | Venceu    |
| 2014 | Streamy Awards     | Melhor Série De Drama - Storytellers                      | Indicado  |
| 2015 | Teen Choice Awards | Estrela da Web Masculino                                  | Indicado  |
| 2015 | Streamy Awards     | Melhor Estilo de Vida                                     | Indicado  |